# Gerd Schilddorfer
Gerd Schilddorfer (* 25. Dezember 1953 in Wien) ist ein österreichischer Schriftsteller und Journalist.

## Leben
Gerd Schilddorfer begann seine journalistische Laufbahn bei der Austria Presse Agentur und arbeitete als Reporter unter anderem bei den TV-Dokumentationen Österreich II und Die Welt und wir. Seit 2009 ist er als Autor tätig und schrieb zusammen mit David G. L. Weiss einige Thriller.
Gerd Schilddorfer lebt in Berlin.

## Werke

### Georg Sina und Paul Wagner-Reihe
- mit David G. L. Weiss: Ewig. Langen Müller, München 2009, ISBN 978-3-7844-3191-8.
- mit David G. L. Weiss: Narr. Langen Müller, München 2010, ISBN 978-3-7844-3235-9.
- mit David G. L. Weiss: Teufel. Langen Müller, München 2011, ISBN 978-3-7844-3267-0.

### John Finch-Reihe
- Falsch. Hoffmann und Campe, Hamburg 2012, ISBN 978-3-455-40385-5.
- Heiß. Hoffmann und Campe, Hamburg 2013, ISBN 978-3-455-40426-5.
- Der Nostradamus Coup. Bastei-Lübbe, Köln 2016, ISBN 978-3-404-17425-6.
- Der Zerberusschlüssel. Bastei-Lübbe, Köln 2017, ISBN 978-3-404-17595-6.

### Einzelwerke
- Das Tartarus-Projekt, Ueberreuter, Wien 2020, ISBN 978-3-8000-9001-3.

### Sachbücher
- mit David G. L. Weiss: Die Novara – Österreichs Traum von der Weltmacht. Amalthea, Wien 2010, ISBN 978-3-85002-705-2.